# Callicore dulima
Callicore dulima is een vlinder uit de onderfamilie Biblidinae van de familie Nymphalidae. De wetenschappelijke naam van de soort is voor het eerst geldig gepubliceerd in 1872 door Achille Guenée. De soort werd aangetroffen in Peru. Ze gelijkt zeer sterk op Callicore zelphanta.